# ФК Солнок Легиере

ФК Солнок Легиере (мађ. Szolnoki Légierő Sport Klub), је био мађарски фудбалски клуб . Седиште клуба је било у Солноку, Мађарска. Боје клуба су црвена и бела. Клуб је једанпут наступао у првој лиги Мађарске. 

## Историјат клуба
ФК Солнок Легиере је у првој лиги дебитовао у сезони 1955. Сезону је завршио као четрнаести, и испао из елите.
ФК Солнок Легиере је 1954. године постао првак друге лиге и квалификовао се у виши ранг такмичења.

## Историјат имена
- 1951–1953 Маћашфелди Хонвед Иљушин СК − Mátyásföldi Honvéd Iljusin SK
- 1953–1957 Легиере СК − Légierő SK
- 1954 преселио се у Солнок Szolnok
- 1957 ујединио се са Вашаш Икаруш Ikarus и Маћашфелд СЦ Mátyásföldi SC као Маћашфелд−Икаруш Mátyásföldi-Ikarus

## Достигнућа
- Прва лига Мађарске у фудбалу:
  - 14. место (1) :1955.
- Друга лига Мађарске у фудбалу:
  - шампион (1) :1954.